# Vojampolka
La Vojampolka (in russo Воямполка?) è un fiume della penisola di Kamčatka nell'Estremo Oriente russo. Scorre nel rajon Tigil'skij del Territorio della Kamčatka e sfocia nel Golfo di Šelichov.
Il fiume ha origine dal versante occidentale della catena Centrale e scorre in direzione mediamente nord-occidentale. La sua lunghezza è di 167 km, l'area del bacino è di 7 950 km².